# GP de Plouay 2017
De GP de Plouay - Lorient Agglomeration was bij de vrouwen aan haar 19de editie toe en werd verreden op zaterdag 26 augustus 2016. De start- en aankomstplaats lagen in Plouay. 

## Deelnemende ploegen
| UCI-Ploegen                        | UCI-Ploegen                    | Nationale selectie |
| ---------------------------------- | ------------------------------ | ------------------ |
| Alé Cipollini                      | Lointek                        | Frankrijk          |
| Bepink Cogeas                      | Orica-Scott                    | Australië          |
| Bizkaia-Durango                    | SAS-Macogep                    |                    |
| Boels Dolmans Cycling Team         | Servetto Giusta                |                    |
| BTC City Ljubljana                 | Team Sunweb                    |                    |
| Canyon-SRAM                        | Team TIBCO-Silicon Valley Bank |                    |
| Cervélo-Bigla                      | Parkhotel Valkenburg-Destil    |                    |
| Cylance Pro Cycling                | Wiggle High5                   |                    |
| Drops Cycling Team                 | WM3 Energie                    |                    |
| FDJ Nouvelle-Aquitaine Futuroscope | Team WNT                       |                    |

## Uitslag
| Plouay – Plouay (121,5 km) |                        |                                    |          |
| Plaats                     | Naam                   | Ploeg                              | Tijd     |
| Winnaar                    | Elizabeth Deignan      | Boels Dolmans Cycling Team         | 3h07'29" |
| 2                          | Pauline Ferrand-Prévot | Canyon-SRAM                        | + 2"     |
| 3                          | Sarah Roy              | Orica-Scott                        | + 10"    |
| 4                          | Eugenia Bujak          | BTC City Ljubljana                 | z.t.     |
| 5                          | Elena Cecchini         | Canyon-SRAM                        | z.t.     |
| 6                          | Sheyla Gutiérrez       | Cylance Pro Cycling                | z.t.     |
| 7                          | Lauren Stephens        | Team TIBCO-Silicon Valley Bank     | z.t.     |
| 8                          | Ingrid Drexel          | Team TIBCO-Silicon Valley Bank     | z.t.     |
| 9                          | Danielle King          | Cylance Pro Cycling                | z.t.     |
| 10                         | Polona Batagelj        | BTC City Ljubljana                 | z.t.     |
| 11                         | Ashleigh Moolman-Pasio | Cervélo-Bigla                      | z.t.     |
| 12                         | Ann-Sophie Duyck       | Drops Cycling Team                 | z.t.     |
| 13                         | Shara Gillow           | FDJ Nouvelle-Aquitaine Futuroscope | z.t.     |
| 14                         | Janneke Ensing         | Alé Cipollini                      | z.t.     |
| 15                         | Giorgia Bronzini       | Wiggle High5                       | z.t.     |
| 16                         | Alison Jackson         | BePink Cogeas                      | z.t.     |
| 17                         | Aude Biannic           | FDJ Nouvelle-Aquitaine Futuroscope | z.t.     |
| 18                         | Rachel Neylan          | Orica-Scott                        | z.t.     |
| 19                         | Anna van der Breggen   | Boels Dolmans Cycling Team         | z.t.     |
| 20                         | Urša Pintar            | BTC City Ljubljana                 | z.t.     |

Bretagne Classic: 1931 · 1932 · 1933 · 1934 · 1935 · 1936 · 1937 · 1938 · 1939 - 1944 · 1945 · 1946 · 1947 · 1948 · 1949 · 1950 · 1951 · 1952 · 1953 · 1954 · 1955 · 1956 · 1957 · 1958 · 1959 · 1960 · 1961 · 1962 · 1963 · 1964 · 1965 · 1966 · 1967 · 1968 · 1969 · 1970 · 1971 · 1972 · 1973 · 1974 · 1975 · 1976 · 1977 · 1978 · 1979 · 1980 · 1981 · 1982 · 1983 · 1984 · 1985 · 1986 · 1987 · 1988 · 1989 · 1990 · 1991 · 1992 · 1993 · 1994 · 1995 · 1996 · 1997 · 1998 · 1999 · 2000 · 2001 · 2002 · 2003 · 2004 · 2005 · 2006 · 2007 · 2008 · 2009 · 2010 · 2011 · 2012 · 2013 · 2014 · 2015 · 2016 · 2017 · 2018 · 2019 · 2020 · 2021 · 2022 · 2023 · 2024
Classic Lorient Agglomération: 1999 · 2000 · 2001 · 2002 · 2003 · 2004 · 2005 · 2006 · 2007 · 2008 · 2009 · 2010 · 2011 · 2012 · 2013 · 2014 · 2015 · 2016 · 2017 · 2018 · 2019 · 2020 · 2021 · 2022 · 2023 · 2024
 Strade Bianche ·
 Ronde van Drenthe ·
 Trofeo Alfredo Binda-Comune di Cittiglio ·
 Gent-Wevelgem ·
 Ronde van Vlaanderen ·
 Amstel Gold Race ·
 Waalse Pijl ·
 Luik-Bastenaken-Luik ·
 Ronde van Chongming ·
 Ronde van Californië ·
 The Women's Tour ·
 Ronde van Italië voor vrouwen ·
 La Course by Le Tour de France ·
 RideLondon Classic ·
 Open de Suède Vårgårda ·
 Ronde van Noorwegen ·
 GP de Plouay ·
 Boels Rental Ladies Tour ·
 La Madrid Challenge by La Vuelta